# Amphoritheca obtusifolia
Amphoritheca obtusifolia là một loài Rêu trong họ Funariaceae. Loài này được (Hook. f.) A. Jaeger mô tả khoa học đầu tiên năm 1874.